# Prioclerus varicolor
Prioclerus varicolor is een keversoort uit de familie mierkevers (Cleridae). De wetenschappelijke naam van de soort is voor het eerst geldig gepubliceerd in 1902 door Hintz.